# Dompierre-les-Églises
Dompierre-les-Églises é uma comuna francesa na região administrativa da Nova Aquitânia, no departamento de Alto Vienne. Estende-se por uma área de 30,62 km². Em 2010 a comuna tinha 372 habitantes (densidade: 12,1 hab./km²).